# Флатто-Шарон, Шмуэль
Шмуэль Флатто-Шарон (ивр. שמואל פלאטו-שרון‎, фамилия при рождении Шейбиц, пол. Sheibitz; 18 января 1930, Лодзь, Польша — 7 декабря 2018, Тель-ха-Шомер, Израиль) — французский и израильский бизнесмен. Флатто, с семи лет проживавший во Франции и сделавший успешную деловую карьеру в этой стране, репатриировался в Израиль после того, как против него были возбуждены уголовные дела в мошенничестве и уклонении от налогов. В Израиле включился в строительный бизнес; среди прочего, строил первый в стране торговый центр «Дизенгоф-центр» и новую автобусную станцию Тель-Авива. Чтобы избежать экстрадиции, он в 1977 году баллотировался в кнессет как единственный кандидат в личном списке «Развитие и мир» и сумел быть избранным. В кнессете Флатто вместе с другими депутатами сумел провести закон о невыдаче преступников за рубеж, однако позже был осуждён уже за финансовые преступления, совершённые в Израиле, и приговорён к выплате компенсаций различного размера, общественным работам и тюремному сроку.

## Биография
Шмуэль Шейбиц родился в 1930 году в Лодзи в семье Йозефа и Эстер Шейбиц. Когда мальчику было три года, мать увезла его с собой в Париж, но потом вернула в Польшу, где он рос в доме дедушки и бабушки. Второй раз мальчика переправили во Францию, по одним источникам, в 1937 году, а по другим — в начале нацистской оккупации Польши. Позже, когда немцы оккупировали и Францию, Шмуэль с матерью бежали из Парижа и скрывались в глубинке до освобождения страны.
Шмуэль вырос во Франции, где взял себе имя Сами Флатто (позже снова изменив его на Флатто-Шарон). Он сделал успешную карьеру во французском и международном бизнесе — в частности, в таких сферах, как переработка отходов, транспорт, торговля недвижимостью, нефтью, вином, оружием и косметикой, ресторанное и гостиничное дело. Личный сайт Флатто-Шарона сообщал, что среди его предприятий была крупнейшая в Европе фабрика по производству туалетной бумаги, но большая часть его деловой активности не конкретизировалась.
В 1970-е годы во Франции против Флатто-Шарона были заведены уголовные дела по обвинениям в мошенничестве и уклонении от уплаты налогов. В 1975 году, когда следствие всё ещё шло, он репатриировался в Израиль, где занялся строительным бизнесом, приобретя компанию «Левински», ведшую строительство новой центральной автобусной станции в Тель-Авиве. Компания Флатто-Шарона участвовала также в постройке первого торгового центра в Израиле — тель-авивского «Дизенгоф-центра».
После переезда Флатто-Шарона в Израиль на него был выдан международный ордер на арест; параллельно Франция обратилась к правительству Израиля с требованием об экстрадиции бизнесмена. В ответ Флатто-Шарон объявил о намерении баллотироваться в кнессет, депутаты которого пользовались неприкосновенностью. Партия Флатто-Шарона, «Развитие и мир», в предвыборном списке которой был только он сам, шла на выборы с двумя основными пунктами в платформе — о предотвращении его выдачи французским властям и о строительстве дешёвого жилья для малоимущих.
На выборах в кнессет 1977 года список Флатто-Шарона получил достаточно голосов избирателей, чтобы провести в законодательный орган страны двух депутатов, но в итоге Флатто-Шарон представлял его в одиночку (в том числе как член комиссии по экономике). В 1979 году, ещё в ходе его парламентского срока, против коммерсанта было открыто уголовное дело уже в Израиле по обвинению в подкупе избирателей в свете ложных обещаний дешёвого жилья в ходе предвыборной кампании. После рассмотрения дела тремя инстанциями Флатто-Шарон был приговорён Верховным судом Израиля к трём месяцам исправительных работ и 15 месяцам условного заключения. Тем не менее за время пребывания в кнессете он сумел с помощью депутатов от партии «Ликуд» провести закон, запрещающий экстрадицию граждан Израиля даже странам, с которыми действуют соглашения о выдаче преступников.
Флатто-Шарон баллотировался в кнессет и на следующих выборах (под лозунгом «А что они сделали для страны?»), но потерпел неудачу. После этого он вернулся в бизнес; вместе со своей второй женой Аннет он получил известность как селебрити, их виллу в Савьоне (престижном пригороде Тель-Авива) посещали крупные предприниматели и другие знаменитости. В течение срока действия международного ордера на арест Флатто-Шарон почти не покидал границ Израиля. Только в начале 1990-х годов, когда его имя было исключено из списков Интерпола, он отправился по делам в Италию, но по приземлении в Риме был арестован. Пока шли переговоры о его экстрадиции во Францию, Флатто-Шарон был выпущен из-под ареста под залог и сумел бежать из Италии, переодевшись и выкрасив волосы. Вернувшись в Израиль, он принял участие в праймериз в «Ликуде», но занял на них только 53-е место, не оставлявшее шансов на попадание в кнессет.
В январе 1991 года закончился ещё один суд над Флатто-Шароном, длившийся десять лет. Он был приговорён судом к уплате 41 миллиона долларов французской Compagnie Parisienne De Participations. В 2000 году окружной суд Тель-Авива, рассматривавший дело о получении Флатто-Шароном с сообщниками от ещё одной французской фирмы десяти миллионов франков мошенническим путём, приговорил его в рамках сделки со следствием к уплате 1,2 миллиона долларов компенсации и 11 месяцам лишения свободы, которые тот отбыл в тюрьме «Хермон».
В 2014 году Флатто-Шарон объявил о намерении вновь участвовать в праймериз в «Ликуде», но затем снял свою кандидатуру. В последние годы жизни он написал несколько книг автобиографического содержания и вёл персональную передачу на радио «Флатто без счёта». В эти годы он страдал от проблем со здоровьем; в марте 2018 года появились впоследствии опровергнутые сообщения о его смерти, а в сентябре он был госпитализирован с сердечным приступом. Шмуэль Флатто-Шарон умер в декабре 2018 года в медицинском центре им. Х. Шибы (Тель-ха-Шомер), оставив после себя третью жену Клару и дочь и сына от первых двух браков.